# にぃにのことを忘れないで
『にぃにのことを忘れないで -脳腫瘍と闘った8年間-』（にぃにのことをわすれないで のうしゅようとたたかったはちねんかん）は、川上ますみ著作の、15歳で発病し8年後に没した長男の闘病記をまとめた著作。
2009年の『24時間テレビ 「愛は地球を救う」32 START!〜一歩を踏みだそう〜』（日本テレビ）中で、実写ドラマ化された。

## あらすじ
川井家の長男・浩輔は、頭痛・手の痺れ・二重視などの自覚症状から脳腫瘍ができていることを知る。病気になったことでやりたくてもできないことに苛立ち、家庭内暴力を起こすなど家族にきつく当たってしまうこともあった。のちに病気は治ったと思われたが、大学受験を控えた高校3年の時に病気が再発してしまう。もちろん大学を受けることもできず、途方に暮れる毎日。そんな中、彼は彼なりに自分の生きてきた理由を考えていた。そんな彼を父、次男、母が支えていく家族愛と、23歳で彼が没するまでを描いた物語。

## テレビドラマ
同名タイトルで、2009年8月29日（土曜日）21:29 - 23:29（JST）に、日本テレビ系『24時間テレビ 「愛は地球を救う」32 START!〜一歩を踏みだそう〜』内のスペシャルドラマとして放送された。主演は錦戸亮で、視聴率は20.5%（ビデオリサーチ調べ、関東地区）。

### キャスト
川井恵介
演 - 錦戸亮（NEWS / 関ジャニ∞）
15歳で脳腫瘍を発症した主人公。弟の優治から「にぃに」と呼ばれていた。成績優秀で東京大学を目指していた。発症したことで苛立ちを覚え、家庭内暴力を起こすようになる。原作者の長男の川上浩輔がモデル。
天宮詩織
演 - 田中麗奈
がんセンターの看護師。恵介の憧れの存在。病床でも物理の参考書を手放さない恵介を“物理クン”と呼ぶ。
ちなみに恵介のモデルである浩輔氏は生前、田中の大ファンだったという。
川井優治
演 - 山田涼介（Hey! Say! JUMP）
恵介の4歳下の弟。兄のことがとても好きで「にぃに」（幼少の頃、口が回らなかったのをそのまま残す）と呼ぶ。原作者の次男がモデル。
川井チヨ
演 - 白川由美
恵介の祖母。腰が痛くても、毎日神社へお参りに行くなどとても家族想い。原作者の姑がモデル。
川井陽水
演 - 陣内孝則
恵介の父。駄洒落が好きで、常に前向きな姿勢を取る。恵介が一番尊敬している頼れる人物。原作者の夫がモデル。
川井香澄
演 - 黒木瞳
恵介の母。息子の病気に悩みながらもその葛藤を糧に生きる。原作者の川上ますみがモデル。
土井浩文
演 - 山口馬木也
医師
演 - 山下容莉枝
その他
演 - 金井勇太、山崎雄介、木咲直人、石川裕司

### スタッフ
- 原作：川上ますみ『にぃにのことを忘れないで -脳腫瘍と闘った8年間-』（文芸社刊）
- 脚本：遊川和彦
- 演出：猪股隆一
- プロット協力：榎本由紀
- CG：西村了、菊間潤子
- スタントコーディネーター：釼持誠
- 選曲：藤村義孝
- 車輌：ウェルムーブ
- 技術協力：映広
- ロケ協力：湘南藤沢フィルム・コミッション、藤沢市民病院、多摩大学湘南キャンパス、大正大学、相模女子大学、箱根ターンパイク、箱根ロープウェイ、ASカーシステム、箱根観光船、成川美術館 ほか
- プロデューサー：大平太（日本テレビ）、難波利昭（AX-ON）、仲野尚之（日活）
- 製作協力：日活撮影所
- 製作著作：日本テレビ